# Ионицэ, Артур
Артур Ионицэ (рум. Artur Ioniță; род. 17 августа 1990, Кишинёв) — молдавский футболист, полузащитник клуба «Триестина» и сборной Молдовы.
Первый молдавский игрок, отличившийся забитым голом в Серии А[уточнить].

## Клубная карьера
Артур начал свою карьеру в кишиневском клубе «Зимбру» в 2007 году. В этом же году он перешёл в «Искра-Сталь», и играл там до 2009 года, забив за этот клуб 10 голов, по итогам сезона команда заняла третье место в чемпионате. В 2009 году перешёл в швейцарский «Арау», в котором сыграл 128 матчей и забил 14 мячей. В 2013 вместе со своим клубом поднялся в высшую лигу.
В 2014 перешёл в «Эллас Верона» на правах свободного агента. Дебютировал за новую команду 24 августа, выйдя на замену на 79-й минуте матча Кубка Италии против «Кремонезе», завершившегося со счетом 3:0. Ионицэ дебютировал в итальянской Серии А 31 августа в матче с клубом «Аталанта» (0:0). Его первый гол в чемпионате Италии стал победным. Молдаванин вышел на 64-й минуте матча в Турине против местного «Торино» и через 2 минуты забил мяч. Ионицэ стал первым представителем Молдавии, забившим гол в чемпионате Италии. Через неделю, 30 сентября 2014 года, Ионицэ вышел в стартовом составе на домашний матч против «Дженоа», забил гол и сделал результативную передачу.
Летом 2016 года подписал контракт с итальянским клубом «Кальяри», стоимость его трансфера составила четыре с половиной миллиона евро. В конце октября 2017 года продлил контракт с клубом до 2021 года. 26 августа 2018 года в игре второго тура чемпионата Италии против «Сассуоло» получил травму шеи, но после тщательного медицинского обследования выяснилось, что серьезных осложнений нет.
11 августа 2022 года подписал двухлетний контракт с клубом «Пиза».

## Сборная Молдавии

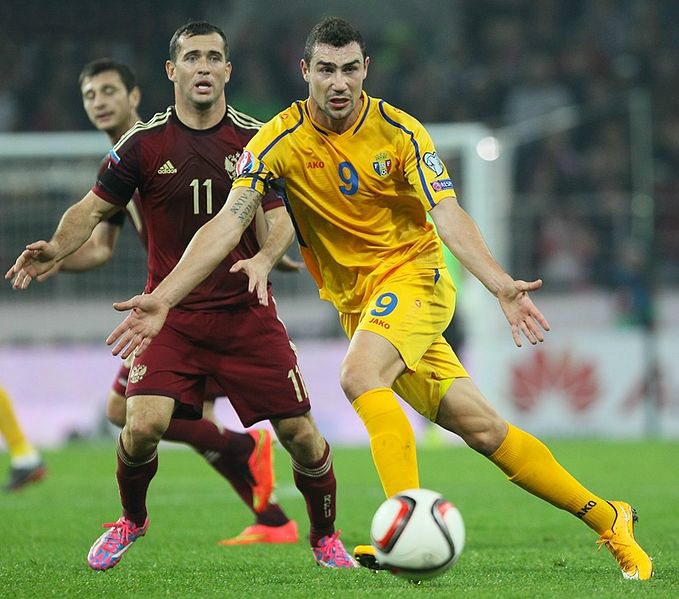
Артур Ионицэ в матче за сборную Молдавии против России

C 2009 по 2012 год Ионицэ был членом молодёжной сборной Молдавии (U-21), за неё в общей сложности он сыграл 13 матчей и забил 4 гола. За национальную команду дебютировал в 2009 году в отборочном матче на чемпионат мира 2010 против Швейцарии, Молдавии тогда проиграла со счётом 0:2.

## Достижения

### Командные
«Зимбру»
- Серебряный призёр чемпионата Молдавии (1): 2006/07
- Обладатель Кубка Молдавии (1): 2006/07

«Искра-Сталь»
- Бронзовый призёр чемпионата Молдавии (1): 2008/09

«Арау»
- Победитель Челлендж-лиги (1): 2012/13
- Серебряный призёр Челлендж-лиги (1): 2011/12

### Личные
- Футболист года в Молдавии (2): 2014[9], 2019[10]

## Личная жизнь
Знает пять языков: румынский, русский, немецкий, итальянский, испанский. В 2015 году снялся в рекламном ролике молдавского мобильного оператора «Orange».

## Статистика
| Сезон   | Клуб         | Страна    | Дивизия               | Матчи | Голы |
| ------- | ------------ | --------- | --------------------- | ----- | ---- |
| 2006/07 | Зимбру       | Молдавия  | Национальный Дивизион | 2     | 1    |
| 2007/08 | Искра-Сталь  | Молдавия  | Национальный Дивизион | 14    | 3    |
| 2008/09 | Искра-Сталь  | Молдавия  | Национальный Дивизион | 28    | 7    |
| 2009/10 | Арау         | Швейцария | Швейцарская Суперлига | 8     | 1    |
| 2010/11 | Арау         | Швейцария | Челлендж-лига         | 25    | 0    |
| 2011/12 | Арау         | Швейцария | Челлендж-лига         | 27    | 4    |
| 2012/13 | Арау         | Швейцария | Челлендж-лига         | 35    | 5    |
| 2013/14 | Арау         | Швейцария | Швейцарская Суперлига | 34    | 6    |
| 2014/15 | Эллас Верона | Италия    | Серии А               | 18    | 2    |

По состоянию на 12 мая 2015 года